# ハンス・ヴァルナー
ハンス・ヴァルナー（Hans Wallner、1953年5月29日 - ）は、オーストリア、ケルンテン州フィラッハ＝ラント郡ファイストリッツ・アン・デア・ガイル出身の元スキージャンプ選手。1970年代初めから1980年代中盤にかけて国際大会で活躍した。

## プロフィール
ハンス・ヴァルナーのスキージャンプ選手としての才能はVereins Sportverein Achomitz/Športno drustvo ZahomecのFranz Wiegele監督、そしてオーストリアスキー連盟の監督ヨーゼフ・ブラドルとバルダー・プライムルに見出された。
ヨーゼフ・ブラドルは1969年16歳のヴァルナーをオーストリアナショナルチームに招聘した。
1975年にバルダー・プライムルがナショナルチームのコーチに就任すると、オーストリアは黄金時代に突入する。アントン・インナウアー、カール・シュナーブル、 アロイス・リップブルガー、ウィリ・ピュルストル、 ラインホルト・バハラー、ハンス・ミロニヒ、 エディ・フェーデラー、アルフレッド・プング、 ルディ・ワーナー、ウォルター・シュワブル、そしてハンス・ヴァルナーと10指に余る名選手を擁しジャンプ界を席巻した。
ヴァルナーは1974-1975のジャンプ週間では第3戦インスブルックで3位に入り総合10位となった。
続くスキーフライング世界選手権（オーストリア、バート・ミッテルンドルフ）で5位、
翌シーズン自国開催のインスブルックオリンピックでは90m級で6位となった。
日本とも縁は深く、1977年の第48回宮様スキー大会では70m級、90m級とも優勝。
1981年2月15日札幌でスキージャンプ・ワールドカップ初勝利。このシーズンのワールドカップ総合で自己最高位の7位となった。
1982年ノルディックスキー世界選手権では団体銀メダル獲得に貢献。
1984年のサラエボオリンピックに2大会ぶりに出場し70m級、90m級ともに24位となった。このシーズン終了後現役引退。イタリアナショナルチームのコーチを務めたのち、フィラッハの病院に勤務している。